# Chironomus bicolor
Chironomus bicolor är en tvåvingeart som först beskrevs av Johann Wilhelm Meigen 1838.  Chironomus bicolor ingår i släktet Chironomus och familjen fjädermyggor.
Artens utbredningsområde är Tyskland. Inga underarter finns listade i Catalogue of Life.